# Зінино
Зі́нино (рос. Зинино, башк. Зинин) — присілок у складі Башкортостану, Росія. Входить до складу Уфимського міського округу, Жовтневого району міста Уфа.
Населення — 369 осіб (2010, 301 у 2002).
Національний склад:
- росіяни — 76 %